# Globosusa curiosa
Globosusa curiosa är en fjärilsart som beskrevs av Swinhoe 1918. Globosusa curiosa ingår i släktet Globosusa och familjen nattflyn. Inga underarter finns listade i Catalogue of Life.